# Globos de Ouro de 1996
A 1.ª edição dos Globos de Ouro ocorreu a 8 de abril de 1996 no Coliseu dos Recreios, em Lisboa, com apresentação de Catarina Furtado.
A gala contou com a presença das estrelas internacionais Valeria Mazza e Eros Ramazzotti.

## Cinema
- Melhor Filme: Adão e Eva, de Joaquim Leitão
- Melhor Realizador: Joaquim Leitão em Adão e Eva, de Joaquim Leitão
- Melhor Atriz: Maria de Medeiros em Adão e Eva, de Joaquim Leitão
- Melhor Ator: Joaquim de Almeida em Adão e Eva, de Joaquim Leitão

## Desporto
- Personalidade do Ano: Fernanda Ribeiro

## Moda
- Personalidade do Ano: Nuno Gama

## Teatro
- Personalidade do Ano: Eunice Muñoz

## Música
- Melhor Intérprete individual: Dulce Pontes
- Melhor Grupo: Delfins
- Melhor Canção: "Sou como um Rio" - Delfins

## Televisão
- Melhor apresentador de Informação: José Rodrigues dos Santos
- Melhor apresentador de Entretenimento: Herman José
- Melhor Programa de Ficção e Comédia: Camilo e Filho
- Melhor Programa de Entretenimento: Chuva de Estrelas
- Melhor Programa de Informação: Jornal da Noite

## Prémio de Carreira
- David Mourão Ferreira